# Chris Barton
Chris Barton (Sacramento, 1988. június 7. –) amerikai profi kerékpáros. Jelenleg az amerikai BMC Racing Team-ben versenyez.

## Eredményei
2008
1., 3. szakasz (Csapatidőfutam) - Tour of Belize
2009
4. - GP Ostfenster
5., összetettben - Triptyque des Monts et Châteaux

## Grand Tour eredményei
| Grand Tour | 2011    |
| ---------- | ------- |
| Giro       | feladta |
| Tour       | -       |
| Vuelta     |         |